# Црква Светог Јована Крститеља у Мачкатици
Црква Светог Јована Крститеља у Мачкатици, насељеном месту на територији општине Сурдулица, православни је храм који припада Епархији врањској Српске православне цркве.
Црква посвећена Усековању главе Светог Јована Крститеља саграђена је 1862. године, а градитељ је био мајстор Китан Кузмановић из Дебра.
Живопис је новијег датума, а иконостас је обновљен у скорије време и садржи елементе који указују на његово старије порекло. На иконостасу се налази двадесет икона, насталих у периоду између два светска рата.